# Сангрија (албум)
Сангрија је девети студијски албум Даре Бубамаре, издат за KCN Records, јула 2010. године.

## Списак песама
На албуму се налазе следеће песме: